# Міністерство сільського господарства та сільського розвитку Румунії
Міністерство сільського господарства та сільського розвитку Румунії (MADR) є спеціалізованим органом центрального державного управління з розробки, впровадження та моніторингу політики та стратегій у сфері сільського господарства, сталого управління лісами та розвитку сільських територій, забезпечення модернізації та розвитку галузевих заходів, забезпечення прозорості та ефективності використання призначених коштів. Штаб-квартира закладу знаходиться у Палаці Міністерства сільського господарства.
В даний час міністром сільського господарства є пан Флорін-Iонут Барбу (з 15 червня 2023 року).

## Міністри
Міністр сільського господарства, продовольства та лісового господарства
- 28 грудня 2000 року - Ілі Сюрбу - з нагоди утворення уряду Настасе

Міністр сільського господарства, лісів та розвитку сільських районів
- 29 грудня 2004 р. - Георге Флутур - з нагоди формування уряду Тарічану
- 22 грудня 2008 року - Іллі Сюрбу - з нагоди створення уряду Бока (1)

Міністр сільського господарства та розвитку села
- 23 грудня 2009 року - Михайло Думітру - з нагоди створення уряду Бока (2).
- 3 вересня 2010 р. - Валеріу Табаре - після скасування міністра Михайла Думітру
- 9 лютого 2012 р. - Стелиан Фуя - з нагоди створення унгурянського уряду
- 7 травня 2012 року - Даніель Константин - з нагоди формування уряду Понти [1,2,3,4]

## Структура
Міністерство сільського господарства та сільського розвитку має такі установи:
- Агентство сільськогосподарських платежів та інтервенцій (APIA)
- Національне агентство сільськогосподарських консультацій (ANCA)
- Агентство державного домену (ADS)
- Національна адміністрація з поліпшення землі (ANIF)
- Національна лісова адміністрація Ромсілви (РНП)
- Інститут харчових біоресурсів (IBA)
- Державний інститут тестування та реєстрації сортів (ISTIS)
- Національна інспекція якості насіння (INCS)
- Національне агентство з меліорації та відтворення тварин (ANARZ)
- Національна адміністрація хокею (AHN)
- Національне агентство з рибальства та аквакультури (ANPA)
- Національний офіс вина та вина (ONVV)
- Національне бюро позначень походження вин (ONDOV)
- Національна мережа розвитку сільської місцевості (NNRD)
- Агентство по фінансуванню сільських інвестицій (AFIR), раніше Агентство з питань сільського розвитку та рибальства (APDRP)

На рівні округу 
MADR на території представлені Директоратом сільського господарства та розвитку сільських районів (DADR) у кожному окрузі.
За рішенням уряду на початку травня 2004 року було створено територіальні дирекції лісового та мисливського господарства (ДТРСВ), регіональні управління та лісогосподарські та мисливські фонди в кількох країнах. Вони були в основному відповідальними за регулювання і нагляд за режимом різання і продажу деревини, а також за режимом полювання і гри.